# Греково-Первое
Греково-Первое (укр. Грекове Перше) — село, относится к Подольскому району Одесской области Украины.
Население по переписи 2001 года составляло 127 человек. Почтовый индекс — 66356. Телефонный код — 4862. Занимает площадь 0,52 км². Код КОАТУУ — 5122987403.

## Местный совет
66355, Одесская обл., Подольский р-н, с. Ставки